# Never Ever (All Saints)
Never Ever è un singolo del gruppo musicale britannico All Saints, pubblicato il 10 novembre 1997 come secondo estratto dal loro album All Saints.

## Descrizione
Il brano diventa un successo in tutto il mondo e diventa il loro primo singolo al numero uno nel Regno Unito. Il singolo viene pubblicato negli Stati Uniti il 7 luglio 1998 accompagnato da un nuovo video musicale, dove il singolo raggiunge la posizione numero 4.
In totale il disco vende 1,263,658 copie nel Regno Unito, e diventa il più notevole successo commerciale nella storia del gruppo. Nel 1998 inoltre vincono il riconoscimento Brit Award come miglior singolo e miglior video musicale.
La musica della canzone è ispirata al canto liturgico Amazing Grace, che secondo Ger Tillekens è il motivo per il quale il brano ha avuto così tanto successo.

## Video musicale
Quando la canzone venne pubblicata in Europa, il video che accompagnava il brano fu girato dal fotografo di moda Sean Ellis. Nel video si vedevano le quattro ragazze dapprima in una piscina e nella seconda parte in casa. Per gli Stati Uniti venne girata un'altra versione del video, stavolta ambientato in una chiesa. Entrambe le versioni sono state inserite nel DVD All Saints - The Video.

## Tracce
CD 1
1. Never Ever – 5:15
2. Never Ever (Nice Hat Mix) – 5:13
3. I Remember – 4:08

CD 2
1. Never Ever – 5:15
2. Never Ever (Booker T's Vocal Mix) – 6:19
3. Never Ever (Booker T's Down South Dub) – 6:28
4. Never Ever (Booker T's Up North Dub) – 5:55

Cassette/Two track
1. Never Ever – 5:15
2. I Remember – 4:08

Cassette/Two track
1. Never Ever (All Star Remix) – 3:59
2. Never Ever (Booker T's Vocal Mix) – 6:19

## Crediti

### Personale tecnico
- Cameron McVey - produzione discografica
- Magnus Fiennes - produzione discografica

## Classifiche
| Paese       | Data             | Posizione          | Certificazione | Copie     |
| ----------- | ---------------- | ------------------ | -------------- | --------- |
| Regno Unito | 4 gennaio 1998   | numero 1           | 2 × Platinum   | 1,254,604 |
| Australia   | marzo 1998       | numero 1 (7 weeks) | 2 × Platinum   | > 140,000 |
| Irlanda     | 4 settembre 1997 | numero 2           |                |           |
| Svezia      | 27 marzo 1998    | numero 3           |                |           |
| Canada      | 17 luglio 1998   | numero 4           |                |           |
| Paesi Bassi | febbraio 1998    | numero 4           |                |           |
| Stati Uniti | 1998             | numero 4           |                |           |
| Francia     | 26 maggio 1998   | numero 4           |                |           |
| Svizzera    | 1º marzo 1998    | numero 4           | Gold           | 25,000    |
| Norvegia    | febbraio 1998    | numero 6           |                |           |
| Austria     | 26 aprile 1998   | numero 7           |                |           |
| Finlandia   | marzo 1998       | numero 12          |                |           |
| Germania    | marzo 1998       | numero 18          |                |           |

## Remix
- Album Version
- All Star Remix
- Booker T Vocal Mix
- Booker T's Down South Dub
- Booker T's Up North Dub
- Nice Hat Mix
- Rickidy Raw Urban Mix